# Filip III Dobry
Filip III Dobry (ur. 31 lipca 1396 w Dijon, zm. 15 czerwca 1467 w Brugii) – od 1419 (od zamordowania jego ojca) książę Burgundii, hrabia Flandrii, Artois i Burgundii (Franche-Comté). Syn Jana bez Trwogi i Małgorzaty Bawarskiej.

## Rodzina
Urodził się w Dijon, stolicy Burgundii. Jego ojciec został w 1404 r. księciem Burgundii. Filip otrzymał w 1410 r. tytuł hrabiego Charolais. W 1405 r. został zaręczony z Michaliną (11 stycznia 1395 – 8 lipca 1422), córką Karola VI Szalonego, króla Francji, i Izabeli, córki Stefana III, księcia Bawarii-Ingolstadt. Ich ślub nastąpił w czerwcu 1409 r. Małżonkowie nie mieli razem dzieci.
Drugą żoną Filipa została 30 listopada 1424 r. Bona (1396 – 17 września 1425), córka Filipa d’Artois, hrabiego d'Eu, i Marii, córki Jana I de Berry. Ślub odbył się w Moulins-les-Engelbert. Bona była wdową po stryju Filipa, hrabim Nevers. Aby ślub mógł się odbyć, Filip musiał otrzymać papieską dyspensę. Filip i Bona nie mieli razem dzieci.

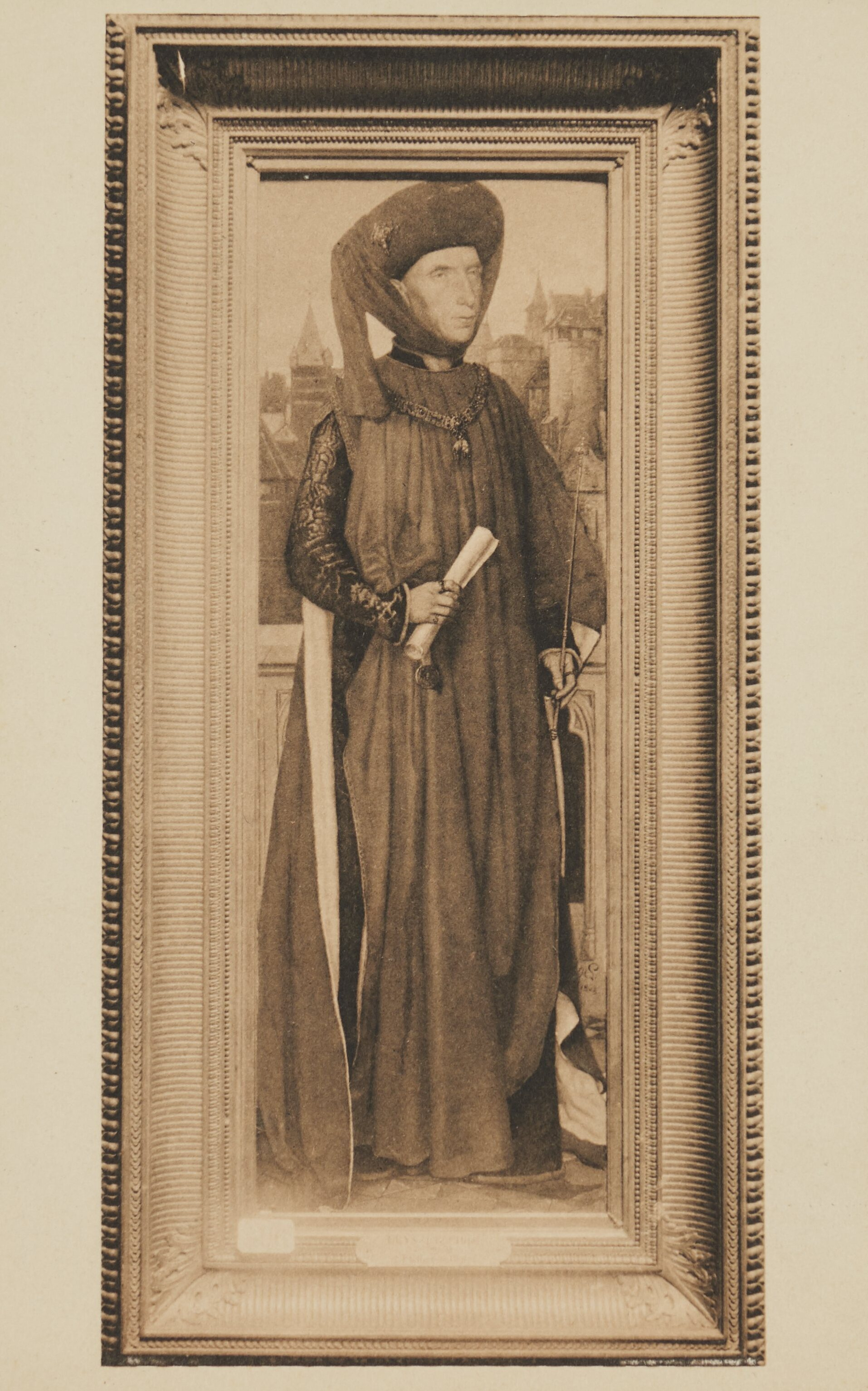
Filip Dobry na grafice Henri Leys [po 1906

7 stycznia 1430 r. poślubił w Brugii Izabelę (21 lutego 1397 – 17 grudnia 1471), córkę króla Portugalii Jana I Dobrego i Filipy Lancaster, córki Jana z Gandawy, 1. księcia Lancaster. Filip i Izabela mieli razem trzech synów:
- Antoni (30 września 1430 – 5 lutego 1432), hrabia Charolais
- Józef (14 kwietnia – 6 maja 1432), hrabia Charolais
- Karol Zuchwały (10 listopada 1433 – 5 stycznia 1477), książę Burgundii

Filip miał również ok. 26 dzieci ze związków pozamałżeńskich:
Z Katarzyną Schaers:
- Cornelius von Burgund (zm. 16 czerwca 1452), pan van Baveren, zginął w bitwie pod Rupelmonde, miał dwóch nieślubnych synów z Margarethą Corbaulde

Z Joanną de Presles:
- Antoine (Wielki Bastard) (1421 – 5 maja 1504), hrabia de La Roche

Z Joanną Chastellaine:
- Marine de Bourgogne (1426 – 1462), żona Pierre’a de Bauffremont, hrabiego de Charny
- Dawid Bastard von Burgund (1427 – 16 kwietnia 1496), biskup Utrechtu

Z Catherine Thiefries:
- Baudouin de Lille Bastard von Burgund (1445 – maj 1508), wicehrabia d'Orbec, pan de Falaise, ożenił się z Marią Manuel de La Cerda, miał dzieci

Z Matildą van Praest:
- Filip Bastard von Burgund (1466 – 7 kwietnia 1524), biskup Utrechtu, gubernator Geldrii i Kortrijk, Wielki Admirał Flandrii

Z Jacqueline van Steenberghe:
- Anna van Burgund (przed 1438 – 17 stycznia 1508), żona Adriana van Borsselen, pana de Bridgam, i Adolfa de Cleves, pana de Ravenstein

Z N de Belleval:
- Rafael de Mercatel Bastard von Burgund (29 września 1463 – 3 sierpnia 1508), biskup Rosen, pan de Mercatel

Z Marie Marguerite Scupelins:
- Johann Bastard von Burgund (1438 – 25 września 1499), ksiądz

Z Celine de Harlay:
- Maria de Bourgogne (zm. po 1467), zakonnica
- Katarzyna de Bourgogne, żona Humberta de Luyrieux, pana de La Queille

Z Jeanette de Mairesse:
- Antoni Bastard de Bourgogne
- Josse Bastard de Bourgogne

Z Isabelle de la Vigne:
- Małgorzata de Bourgogne

Z nieznanych kochanek:
- Philipp Bastard de Bourgogne (zmarł młodo)
- Kornelia de Bourgogne, żona Adriena de Toulongeona, pana de Mornay
- Magdalena de Bourgogne, żona Bompara de l'Aage, barona d'Ales
- Maria de Bourgogne (zm. po 1467), zakonnica
- Katarzyna de Bourgogne (zm. po 1515), zakonnica
- Katarzyna de Bourgogne
- Jossine de Bourgogne, żona Jeana d'Ailly d'Amiens
- Jolanta de Bourgogne (zm. 3 listopada 1470), żona Jeana d'Ailly d'Amiens
- Jerôme Bastard de Bourgogne (zm. po 1467)
- Baudouin Bastard de Bourgogne (zm. po 1467)
- Artur Bastard de Bourgogne (zm. po 1467)
- Artur Bastard de Bourgogne (zm. po 1467)
- Andrzej Bastard de Bourgogne (zm. po 1467)

## Wojna stuletnia
Filip został księciem Burgundii w 1419 r., po zamordowaniu jego ojca podczas rozmów pokojowych z delfinem Karolem na moście w Montereau. Filip oskarżył Karola o zaplanowanie morderstwa ojca i zerwał negocjacje. Wojna między popierającym Karola stronnictwem armaniaków i Burgundczykami rozgorzała na nowo. Filip znalazł wówczas sojusznika w królu Anglii Henryku V, który podjął próbę podboju Francji. Po podpisaniu traktatu w Troyes w 1420 r., w którym królowa Izabela Bawarska wydziedziczała swojego syna, delfina, a następcą tronu mianowała Henryka V, doszło do oficjalnego porozumienia Anglii i Burgundii.
Z pomocą swojego nowego sojusznika Filip zdobył Montreau i zabrał ciało swojego ojca do katedry w Dijon. Jako par Francji chciał również dochodzić sprawiedliwości na zabójcach swojego ojca przed Łożem Sprawiedliwości paryskiego Parlamentu, ale bezskutecznie. W 1422 r. zmarli królowie Henryk V i Karol VI. Delfin Karol został uznany przez armaniaków królem Karolem VII. Anglicy i Burgundczycy uznali królem Francji Henryka VI, jedynego syna Henryka V, kilkumiesięczne niemowlę. Regentem Francji w jego imieniu został jego stryj, Jan Lancaster, 1. książę Bedford. Nawiązał on współpracę z Filipem III, umocnioną w 1423 r. małżeństwem Bedforda z siostrą Filipa, Anną.
Wiosną 1430 r. Filip, razem z hrabią Janem II de Ligny, obległ miasto Compiègne. Na odsiecz ruszyła miastu wyprawa francuska pod wodzą Joanny d’Arc, która rok wcześniej odparła Anglików spod Orleanu i umożliwiła koronację Karola w Reims. 23 maja Joanna została pojmana przez Burgundczyków. Filip wydał ją Anglikom, którzy 30 maja 1431 r. spalili ją na stosie za herezję.
Jednak działalność Joanny tchnęła nowego ducha w stronnictwo armaniaków, które zaczęło odnosić sukcesy. Książę Bedford musiał w końcu zaprzestać podbojów i ratować co się da z angielskich posiadłości na kontynencie. Wraz z porażkami Anglików słabła lojalność księcia Burgundii. W 1435 r. Filip podpisał traktat w Arras, w którym uznawał Karola VII królem Francji i na powrót stawał się jednym z parów Królestwa. Na mocy porozumień jeszcze w tym samym roku zaatakował Calais. Sojusz burgundzko-angielski został ostatecznie zerwany w 1439 r. W 1440 r. Filip zapłacił okup za swojego kuzyna, księcia Karola Orleańskiego, który przebywał w angielskiej niewoli od bitwy pod Azincourt w 1415 r.
Filip starał się wywierać wpływ na wewnętrzną politykę Francji. Mimo uznania Karola VII dążył do osłabienia jego pozycji, popierając coraz to nowe rewolty francuskich feudałów. W 1440 r. poparł Pragerię. W następnych latach popierał działania francuskiego następcy tronu, delfina Ludwika, przeciwko ojcu. W 1456 r. udzielił mu schronienia na swoim dworze po tym, jak Ludwik musiał uciekać z Francji. Karol VII powiedział wówczas: Mój burgundzki kuzyn daje schronienie lisowi, który kiedyś pożre jego kury.

## Ekspansja terytorialna

Herb Filipa III Dobrego

Panowanie Filipa charakteryzowało się znacznym wzrostem terytorium Burgundii. Wraz ze śmiercią ojca w 1419 r. Filip został księciem Burgundii (jako Filip III), hrabią Artois (jako Filip V), hrabią Flandrii (jako Filip III) i hrabią palatynem Burgundii (jako Filip V). W 1421 r. odkupił od Jana III margrabstwo Namur. Margrabią Namur (jako Filip IV) został po śmierci Jana 1 marca 1429 r. 4 sierpnia 1430 r., po śmierci swojego kuzyna, Filipa Brabanckiego, został księciem Brabancji (jako Filip II), Lothier (jako Filip II) i Limburga (jako Filip II).
Od 1425 r. Filip toczył wojnę z Jakobiną Bawarską o hrabstwa Hainaut, Holandii, Zelandii. W 1427 r. burgundzkie wojska zajęły Hainaut. Po 7 latach walk i parokrotnym uwięzieniu swojej konkurentki, Filip został przez nią mianowany dziedzicem wszystkich trzech hrabstw po jej bezdzietnej śmierci. Jakobina zachowała swoje tytuły, ale realna władza w hrabstwach przeszła na Filipa. Jakobina ze swej strony zobowiązała się również nie wejść w związek małżeński bez zgody Filipa. Gdy to uczyniła w 1432 r. przekazała swoje tytuły Filipowi, który stał się od kwietnia 1432 r. hrabią Hainaut (jako Filip I), hrabią Holandii (jako Filip I) i hrabią Zelandii (jako Filip I).
W 1443 r. odkupił od Elżbiety Zgorzeleckiej księstwo Luksemburg i pokonał starającego się o jego przejęcie Wilhelma saskiego. Już w 1435 r. przyjął tytuł wielkiego księcia Zachodu. Swoją pozycję w Dolnych Krajach umocnił w 1456 r., kiedy wprowadził swojego nieślubnego syna Dawida na stolec biskupi w Utrechcie. W 1463 r. przekazał Pikardię i Amiens królowi Francji Ludwikowi XI.
Filip zorganizował również na wzór francuski burgundzkie Stany Generalne. Zostały one zwołane po raz pierwszy, aby zaaprobować wojnę z Francją i uznać syna Filipa, Karola, za następcę tronu Burgundii.
Za panowania Filipa wybuchły rebelie mieszczan w Brugii (w 1437 r.) i w Gandawie (w latach 1450–1453). Obie rebelie zostały stłumione.

## Rozwój kulturalny

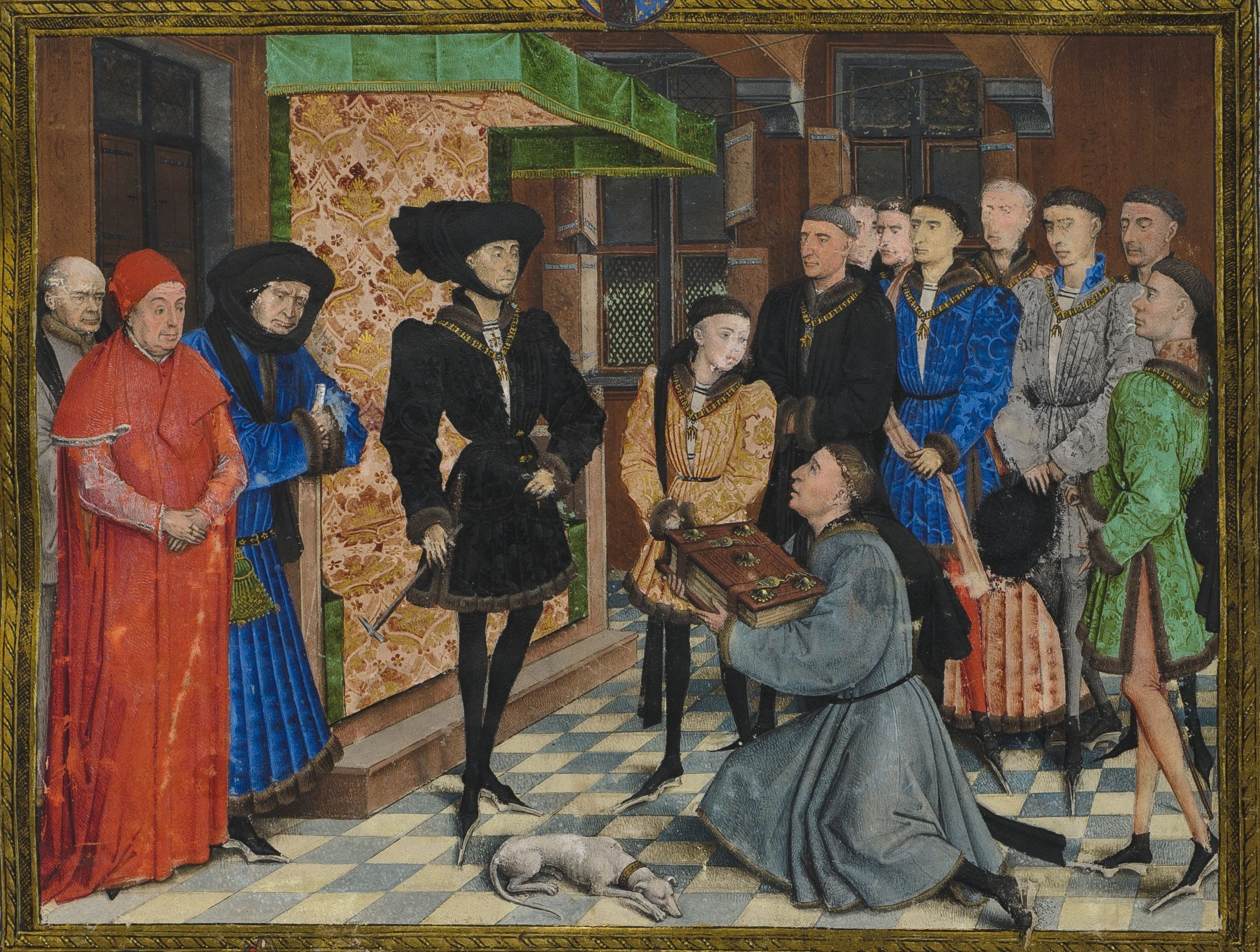
Dwór Filipa Dobrego

Panowanie Filipa III to okres niesamowitego rozwoju kulturalnego Burgundii. Okres ten stanowił unikalne połączenie jeszcze średniowiecznych tradycji z nowy prądami nadchodzącego renesansu. Tradycje średniowieczne znajdowały swój wyraz choćby w pielęgnowaniu tradycji rycerskich. W 1422 r. Filip odrzucił przyznany mu przez Anglików Order Podwiązki, gdyż uznał to za zdradę wobec swojego suwerena, króla Karola VI. 10 stycznia 1430 r. założył w Brugii swój własny order, Order Złotego Runa, na chwałę Domu Burgundii, na cześć NMP i św. Andrzeja, w celu obrony i rozpowszechniania wiary katolickiej, ku krzewieniu cnót i dobrego wychowania. Początkowo jego kawalerów było 24, od 1433 r. – 30. Był on wzorowany na angielskim Orderze Podwiązki oraz inspirowany legendami o Rycerzach Okrągłego Stołu. Kawalerowie orderu spotykali się w różnych miastach (gł. w Brukseli, Brugii lub Lille), gdzie często uczestniczyli w turniejach.
Filip wielokrotnie planował wziąć udział w wyprawie krzyżowej. W 1454 r. podjął decyzję o krucjacie przeciwko Turkom, którą ogłosił na Święcie Wieśniaków w Lille. Wyprawa ta nie doszła jednak do skutku. Ponownie do swoich planów krucjatowych książę powrócił w 1463 r. Aby uzyskać pomoc króla Francji, oddał mu wówczas terytoria Pikardii i Amiens. Również jednak i ta wyprawa zakończyła się w sferze planowania.
Dwór burgundzki w okresie rządów Filipa wywierał wielki wpływ na inne dwory w zakresie sztuki i mody. Dyktat mody burgundzkiej w Europie miał pozytywny wpływ na burgundzką gospodarkę, w której niebagatelną rolę odgrywał przemysł włókienniczy. W Burgundii znaleźli się również twórcy manuskryptów, które były następnie sprowadzane do Anglii i Francji. Sam Filip III posiadał 6000 iluminowanych manuskryptów.
Filip był również wybitnym mecenasem artystów. Na jego dworze pracowali rzeźbiarze Jean de la Huerta i Antoine le Moiturier, malarze Henri Bellechose, Jan van Eyck (od 1425 r. nadworny malarz Filipa), Rogier van der Weyden, Hans Memling, Hue de Boulogne i Jean Coustain, oraz kompozytorzy tzw. „szkoły burgundzkiej” (m.in. Guillaume Dufay, Johannes Tapissier, Hugo de Lantins, Arnold de Lantins, Reginaldus Libert, Gilles Binchois, Johannes Brassart, Hayne van Ghizeghem, Pierre Fontaine, Nicolas Grenon, Gilles Joye, Robert Morton, Antoine Busnois, Adrien Basin i Jacobus Vide). W 1421 r. ufundował uniwersytet w Dole.

## Śmierć
Filip zmarł w Brugii 15 czerwca 1467 r. o godzinie 9.00, po krótkiej chorobie (prawdopodobnie na zapalenie płuc). Jego pogrzeb odbył się z wielką pompą 21 czerwca w Dijon. Jego następcą został jego jedyny żyjący syn z małżeńskiego łoża, Karol Zuchwały.